# 立德镇
立德镇，是中华人民共和国安徽省亳州市谯城区下辖的一个乡镇级行政单位。

## 行政区划
立德镇下辖以下地区：
立德村、铁庄村、何大村、塔桥村、李村、申楼村、乔楼村和闸口村。